# Barmby Moor
Barmby Moor es una localidad situada en el condado de Yorkshire del Este, en Inglaterra (Reino Unido). Tiene una población estimada, a mediados de 2020, de 869 habitantes.
Está ubicada al este de la región Yorkshire y Humber, cerca de la costa del mar del Norte, del estuario del Humber y de las ciudades de Kingston upon Hull y Beverley —la capital del condado—.